# Toussaint Louverture (téléfilm)
Pour les articles homonymes, voir Toussaint Louverture.
Toussaint Louverture est un téléfilm français historique en deux épisodes de 90 minutes, réalisé par Philippe Niang et mettant en vedette Jimmy Jean-Louis dans le rôle-titre.
Basé sur la vie de Toussaint Louverture — homme noir né esclave en Haïti, devenu général de l'armée française puis gouverneur de Saint-Domingue —, ce programme a été diffusé pour la première fois à la télévision du 14 au 15 février 2012 sur France 2.

## Synopsis

### Première partie:"L'Envol de l'aigle"
Esclave jugé trop vieux et pas assez productif par son propriétaire, le père de Toussaint est jeté dans les eaux du Cap-Français, sous les yeux de son propre fils, alors âgé de seulement 8 ans. Devenu adulte, Toussaint (Jimmy Jean-Louis) est employé sur l’habitation Bréda par Bayon de Libertat (Philippe Caroit), qui lui apprend à lire et à écrire. Le jeune homme découvre les textes de l'Abbé Raynal, un philosophe des Lumières qui prône l'abolition de l'esclavage. Toussaint choisit alors d'abandonner sa femme Suzanne (Aïssa Maïga) et leurs deux enfants pour devenir le chef d'un groupe d'esclaves révoltés. Les troupes espagnoles remarquent ses talents de militaire et l'enrôlent dans l'armée qui combat la France.

### Seconde partie:"Le Combat des aigles"
À la veille de la Révolution de 1789, Toussaint Louverture (Jimmy Jean-Louis) prépare Saint Domingue à se libérer de ses chaînes, imposées par la Colonisation Française. Fort de caractère, pétri de convictions démocratiques, et empreint alors des valeurs et bienfaits tout neufs de la République naissante, il s'allie à la France après avoir combattu aux côtés des Espagnols, des Anglais et avoir refusé l'Alliance avec les États d'Amérique.
Après la trahison du Consul Bonaparte (Thomas Langmann), sacré depuis empereur en décembre 1804, Saint-Domingue prend le nom de Haïti, car Toussaint, au prix de sa vie, aura fait de son pays le premier État Nègre Indépendant d'où l'esclavage est enfin banni.
De sa prison du Fort de Joux, il sera celui-là même qui analyse avec recul et sagesse ses comportements devant chaque situation.

## Fiche technique
- Titre : Toussaint Louverture
  - Titre de la première partie : L'Envol de l'aigle
  - Titre de la seconde partie : Le Combat des aigles
- Réalisation : Philippe Niang
- Scénario : Philippe Niang et Sandro Agénor avec la collaboration d'Alain Foix
- Directeur de la photographie : Dominique Bouilleret
- Montage : Jean-Daniel Fernandez-Qundez
- Casting : Bénédicte Clariget et Véronique Glaziou
- Musique :Michel Amsellem, Christophe Monthieux, Krichou Monthieux[2]
- Décors : Jimmy Vansteenkiste, Philippe van Herwijnen
- Costumes : Chouchane Tcherpachian et Cécile Dulac
- Production : France Zobda et Jean-Lou Monthieux
- Producteur exécutif musique : Krichou Monthieux [2]
- Société de Production : Eloa Prod, La Petite Reine, France Télévision
- Diffuseurs : France Télévision
- Pays d'origine :  France
- Durée : 2 × 90 min
- Genre : fiction fondée sur des faits réels
- Programmation :
  - 14 février 2012 sur France 2 : première partie – L'Envol de l'aigle
  - 15 février 2012 sur France 2 : seconde partie – Le Combat des aigles

## Distribution
- Jimmy Jean-Louis : Toussaint Louverture
- Aïssa Maïga : Suzanne
- Arthur Jugnot : Pasquier
- Pierre Cassignard : le général Lavaux
- Éric Viellard : Léger-Félicité Sonthonax
- Magloire Delcros-Varaud : Mars Plaisir
- Féodor Atkine : le général Caffarelli
- Ruddy Sylaire : Biassou
- Giovanni Grangerac : Moïse enfant
- Yann Ebonge : Moïse
- Thierry Desroses : Christophe
- Hubert Koundé : Dessalines
- Xavier Lemaître : Marquis d'Hermona
- Philippe Caroit : Bayon
- Sonia Rolland : Marie-Eugénie Sonthonax
- Stany Coppet : Général Rigaud
- Virginie Desarnauts : Catherine Delambre
- Alex Martin : l'officier mulâtre
- Mabô Kouyaté : Placide
- Joffrey Platel : Général Leclerc
- Thomas Langmann : Bonaparte
- Valérie Mairesse : la mère Coulinge
- Gessica Généus : Vertueuse

## Débat
Si ce téléfilm constitue un précédent sur ce personnage historique, il suscite un débat quant à certains passages qui déforment radicalement la réalité historique. Ainsi Gérard de Cortanze, qui a publié la biographie d'Alain Foix sur Toussaint Louverture, précise : « Je veux bien qu'on dramatise pour les besoins de la fiction mais là il y a une volonté de détourner la vérité historique pour que les Blancs apparaissent comme des esclavagistes et des négrophobes, déplore l'éditeur. Ce qui m'inquiète, c'est la façon dont vont réagir les jeunes des banlieues lorsqu'ils vont voir le film. » Et il continue exemples à l'appui : « La famille de Toussaint n'a jamais été séparée au fort de Joux en plein hiver mais à Saint-Domingue. Le père de Louverture n'a pas été jeté à l'eau par un Blanc, il était protégé par son maître et il est mort presque centenaire. » On peut rajouter que le domestique de Toussaint, Mars Plaisir, n'a pas été exécuté par le général Caffarelli mais a été libéré. Par ailleurs, alors que Toussaint Louverture avait mis son armée de rebelles au service des Espagnols, propriétaires de la partie est de l'île, contre les Français, puis les avait trahi en 1794 à la proclamation de l'abolition de l'esclavage, le réalisateur du film inverse les rôles, Le Figaro notant que « le héros noir ne pouvant, aux yeux de Philippe Niang, se permettre d'avoir les mains sales » : ainsi, dans le téléfilm, ce sont les Espagnols qui trahissent Toussaint Louverture, chargeant un général noir (Biassou) d'enlever sa femme et ses fils et tentant de les faire brûler devant lui. En conséquence, la trahison de Toussaint Louverture n'apparaît que comme une réponse à la trahison des Espagnols qui n'a en réalité pas eu lieu. Le gouverneur Santhonax, qui abolit l'esclavage, est lui présenté comme un homme méprisé par sa femme mulâtresse, laquelle le quitte, alors qu'il n'était au moment des faits pas marié (il épousera bien plus tard une mulâtresse, avec qui il finira sa vie). Des anachronismes vestimentaires et rituels concernant la religion catholique ont également été relevés. In fine, Alain Foix rappelle que « Toussaint n'a jamais opposé les Noirs aux Blancs. C'est hélas ce qui restera » du téléfilm.
Philippe Niang, le réalisateur, indique qu'il a amplifié certaines scènes pour des raisons fictionnelles mais aussi pour rendre compte de ce que pouvait être la réalité de l'esclavage à Saint-Domingue (souvent décrite[Par qui ?] comme un enfer sur terre). Il précise encore : « Toussaint Louverture fait partie de ces icônes, quitte à tordre le cou à la vérité historique, au nom de la vraisemblance idéologique… C’est pourquoi j’ai mis en scène des épisodes qui pour n’être pas tangibles n’en sont pas moins crédibles comme l’assassinat par noyade du père de Toussaint. »
L'historien Philippe Pichot est encore plus sévère vis-à-vis des erreurs factuelles et des contresens que contient le téléfilm. Il parle de « réécriture de l'histoire, manipulation mémorielle, propagande idéologique » et présente « une liste longue comme le bras des contre-vérités dans le film. »
Les auteurs du scénario ont rappelé cependant qu'une œuvre de fiction n'est pas un documentaire et défendu le principe de leur liberté d'adaptation. Pour eux, nul ne peut se prévaloir d'être propriétaire de la mémoire et du rayonnement de quiconque ni davantage dépositaire de sa vérité historique. Ils ont rappelé que ces controverses étaient analogues à celles qui ont accueilli la sortie du film Amadeus de Miloš Forman, œuvre par ailleurs unanimement saluée et récompensée dans le monde entier.

## Autour du film
- Le téléfilm a été tourné en Martinique, principalement dans la commune de Basse-Pointe mais aussi à Fort-de-France.
- La chanson du film "Mèsi bon Dié", écrite en 1969 par le compositeur et guitariste haïtien Frantz Casseus[6], est interprétée par James Germain and Moonlight Benjamin, avec Max Zita et Frédérique Hédreville aux chœurs.
- Sortie DVD : Un coffret 2 DVD du film est sorti en France le 24 octobre 2012[7].

## Distinctions

### Nominations
- 2012 : Sélection Officielle du Festival du film de télévision de Luchon.
- 2012 : Sélection Officielle Festival du Film Vues d'Afrique de Montréal.
- 2012 : Sélection Officielle Festival de télévision de Monte-Carlo[8].
- 2013 : Nomination pour Outstanding Foreign Film aux Black Reel Awards de Washington, DC[8].

### Récompenses
- 2012 : Meilleur film, Meilleur acteur (Jimmy Jean-Louis) et Prix du Public au Festival panafricain du film de Los Angeles[9]
- 2012 : Meilleur acteur (Jimmy Jean-Louis) et Prix du Public au Festival du Film de Trinidad et Tobago.
- 2013 : Meilleur film au People's Film Festival de New-York 2013.